# Haley Bennett
Haley Loraine Keeling (* 7. ledna 1988 Fort Myers, Florida), známá jako Haley Bennett, je americká herečka a zpěvačka. Jejím filmovým debutem byla role popové zpěvačky Cory Corman v romantické komedii Hudbu složil, slova napsal. Od té doby si zahrála ve filmech The Haunting of Molly Hartley (2008), Marley a já (2008), Díra (2009), Kaboom (2010), Equalizer (2014), Kristy (2014), Hardcore Henry (2015), Sedm statečných (2016), Dívka ve vlaku (2016), Děkuji za vaše služby (2017), Swallow (2019) a Ďábel (2020).

## Životopis

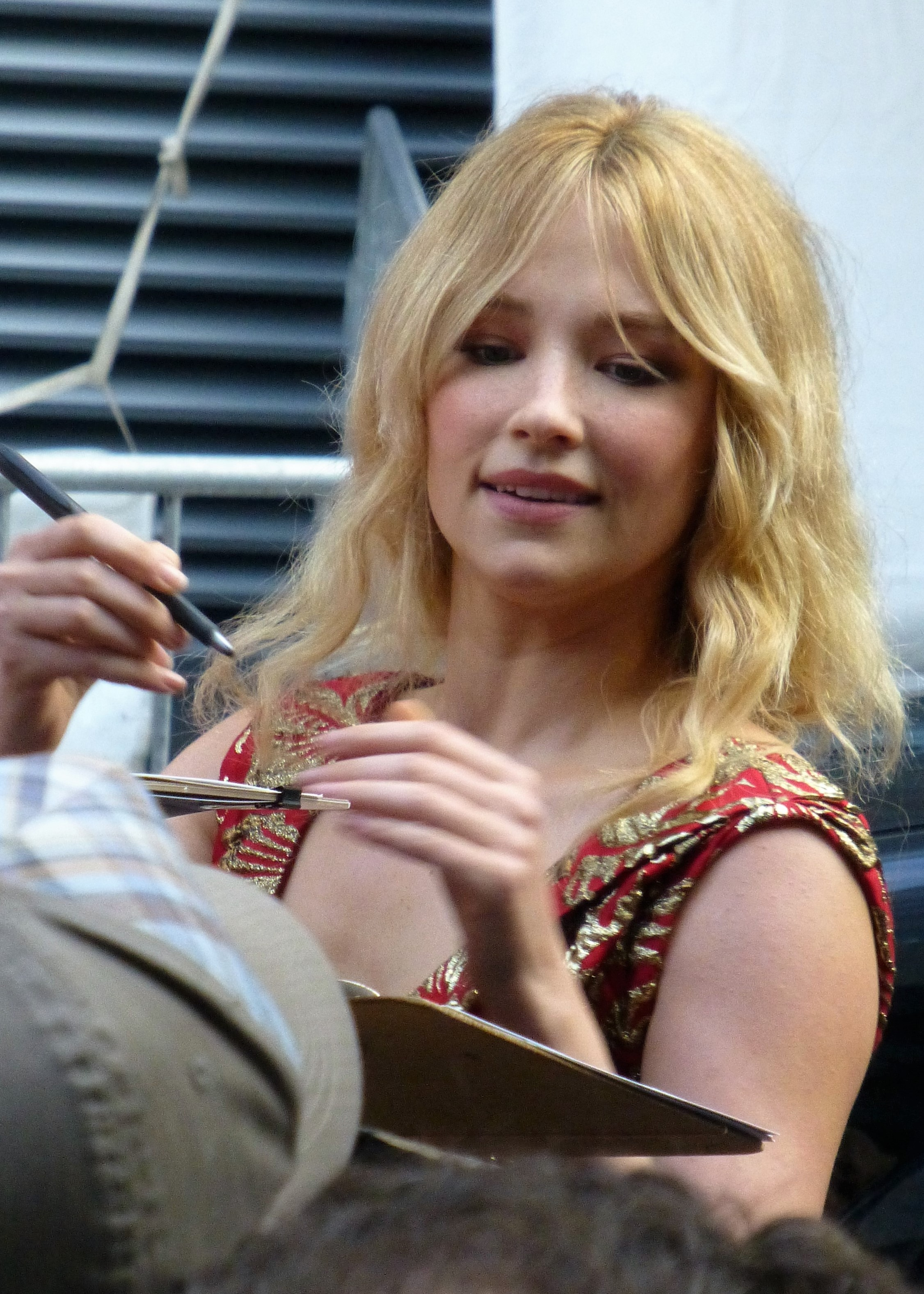
Bennett v roce 2016 na filmovém festivalu v Torontu

Narodila se ve městě Fort Myers na Floridě jako dcera Leilani (za svobodna Bennett Dorsey) a Ronalda Keelingových. Je anglického, skotského, irského, německého a litevského původu. Během dospívání se s otcem přestěhovalo do Stow v Ohiu, kam chodila na střední školu. Poté se rodina přestěhovala zpět do Naples.
Její první filmová role přišla v roce 2007, kdy ztvárnila popovou hvězdu Coru Corman v romantické komedii Hudbu složil, slova napsal, ve které ztvárnili hlavní role Hugh Grant a Drew Barrymoreová. Bennett nazpívala několik písní pro soundtrack k filmu, a to „Buddha's Delight“ a „Way Back into Love“; též části písní „Entering Bootytown“ a „Slam“, které ve filmu zazněly během koncertu a její vlastní píseň „Invincible“, která je slyšet při závěrečných titulcích. V tom samém roce podepsala smlouvu s vydavatelstvím 550 Music/NuSound Records (které patří pod Epic Records) a začala pracovat na svém debutovém albu, které ovšem nevydala. Její první koncert proběhl v klubu The Mint v Los Angeles dne 19. června 2008. I přes slibný debut ovšem neprorazila.
Podepsala smlouvu na tři filmy se společností Warner Bros. (první z nich byl Hudbu složil, slova napsal) si v roce 2008 zahrála v komedii College a hororu The Haunting of Molly Hartley a ztvárnila malou roli ve filmu Marley a já. V následujícím roce se objevila vedle Julie Stiles v krátkém filmu Passage a v thrilleru Díra. V roce 2010 si zahrála v komedii Kaboom a dramatu Arcadia Lost. V roce 2014 získala hlavní roli ve snímku Kristy, objevila se v nezávislém filmu Lost in the White City po boku Thomase Dekkera a Boba Morleyho a v thrilleru Equalizer.
V roce 2015 si zahrála ve filmu Hardcore Henry. V následujícím roce se objevila jako Emma Cullen ve filmu Sedm statečných, ztvárnila Megan Hipwell v thrilleru Dívka ve vlaku a zahrála si herečku Mamie Murphy v dramatu Pravidla neplatí. V roce 2020 se objevila ve snímcích Ďábel a Americká elegie, které byly vydány na Netflixu.

## Osobní život
Jejím partnerem je britský filmový režisér Joe Wright. Pár má jednu dceru, jménem Virginia Willow, která se narodila 31. prosince 2018. Žije s partnerem a dcerou v Brooklynu v New Yorku.

## Filmografie
| Rok           | Název                         | Role              | Poznámky     |
| ------------- | ----------------------------- | ----------------- | ------------ |
| 2007          | Hudbu složil, slova napsal    | Cora Corman       |              |
| 2008          | College                       | Kendall           |              |
| 2008          | The Haunting of Molly Hartley | Molly Hartley     |              |
| 2008          | Marley a já                   | Lisa              |              |
| 2009          | Passage                       | Abby              | krátký film  |
| 2009          | Díra                          | Julie Campbell    |              |
| 2010          | Kaboom                        | Stella            |              |
| 2010          | Arcadia Lost                  | Charlotte         |              |
| 2013          | Deep Powder                   | Natasha           |              |
| 2014          | After the Fall                | Ruby              |              |
| 2014          | Kristy                        | Justine Wills     |              |
| 2014          | The White City                | Eva               |              |
| 2014          | Equalizer                     | Mandy             |              |
| 2015          | Hardcore Henry                | Estelle           |              |
| 2016          | Způsob vraždy                 | Ellie Briess      |              |
| 2016          | Sedm statečných               | Emma Cullen       |              |
| 2016          | Dívka ve vlaku                | Megan Hipwell     |              |
| 2016          | Pravidla neplatí              | Mamie Murphy      |              |
| 2017          | Děkuji za vaše služby         | Saskia Schumann   |              |
| 2019          | The Red Sea Diving Resort     | Rachel Reiter     |              |
| 2019          | Swallow                       | Hunter            |              |
| 2020          | Ďábel                         | Charlotte Russell |              |
| 2020          | Americká elegie               | Lindsay           |              |
| 2021          | Cyrano                        | Roxanne           |              |
| 2022          | Till                          | Carolyn Bryant    |              |
| 2022          | She Is Love                   | bude oznámeno     | postprodukce |
| 2022          | Borderlands                   | bude oznámeno     | postprodukce |
| bude oznámeno | Magazine Dreams               | bude oznámeno     |              |